# Nervus ophthalmicus
De nervus ophthalmicus is de oogtak van de nervus trigeminus, de vijfde hersenzenuw. De zenuw loopt door het onderste gedeelte van de sinus cavernosus en verlaat de schedel via de fissura orbitalis superior. De zenuw splitst in drie takken die uiteindelijk zorgen voor de sensibele innervatie van het voorhoofd, de neus met neus(bij)holten, het oog en de hersenvliezen. 
De drie takken:
1. nervus frontalis : sensibel voor het voorhoofd
2. nervus nasociliaris : voor de neusholte en de oogbol
3. nervus lacrimalis : voor de traanklier en de huid van de laterale ooghoek